# Зец Петар: Скок у авантуру
Зец Петар: Скок у авантуру (енгл. Peter Rabbit 2: The Runaway) америчка и аустралијска је 3Д играна/рачунарски-анимирана филмска комедија из 2021. године, режирао и продуцирао Вил Глук, који је заједно са Патриком Барлијем написао сценарио. Филм је наставак филма Зец Петар из 2018. године у продукцији Sony Pictures Animation-а, а заснован је на причама Зец Петар које је креирала Беатрикс Потер. Џејмс Корден понавља своју улогу главног лика, заједно са Роуз Берн, Донал Глисон и Дејвидом Ојеловом у улогама у живој акцији и гласовима Елизабет Дебицки, Лени Џејмс и Маргот Роби.
Премијера филма била је 11. јун 2021. године у биоскопима у Сједињеним Америчким Државам, 25. март 2021. године у биоскопима у Аустралији и 17. мај 2021. године у биоскопима у Уједињено Краљевство, дистрибутера Sony Pictures Releasing-а. Филм је објављен 1. јул 2021. године у Србији, дистрибутера Con Film-а.

## Радња
Неко време је прошло од како су Зец Петар и Тома закопали ратну секиру, барем привидно. Биба, Тома и зечеви основали су импровизовану породицу, али упркос свим настојањима, Петар никако да се реши своје несташне репутације. Тражећи авантуру изван сигурности сопственог врта, Зец Петар открива цели нови свет у ком се његови несташлуци цене. У тренутку када његова породица одлучи све да ризикује како би га пронашла, Петар мора да одлучи какав зец жели да буде.

## Гласовне улоге
| Улога           | Изворни глас     | Српски глас          |
| --------------- | ---------------- | -------------------- |
| Петар Зец       | Џејмс Корден     | Стефан Бундало       |
| Томa Макгрегор  | Донал Глисон     | Дејан Дедић          |
| Беа Макгрегор   | Сем Нил          | Тамара Алексић       |
| Лула Зец        | Маргот Роби      | Теодора Ристовски    |
| Бенџамин Зец    | Елизабет Дебицки | Александар Радојичић |
| Рукавице        | Хејли Атвел      | Милица Јанкетић      |
| Семјуел Вискерс | Руперта Дега     | Ива Стефановић       |